# Rimyongsu Sports Club
Maillots
Le Rimyongsu Sports Club, plus couramment abrégé en Rimyongsu SC (en hangul: 리명수체육단, et en hanja: 鯉明水體育團), est un club nord-coréen de football fondé en 1956 et basé dans la ville de Sariwon.
Le club, nommé d'après le général Ri Myong-su, est affilié au Ministère de la sécurité du peuple du pays.

## Histoire
Bien qu'il n'ait jamais gagné le championnat, le club a envoyé quatre joueurs à la Coupe du monde des moins de 17 ans 2005  et cinq joueurs à la Coupe du monde des moins de 20 ans 2007, soit plus que tous les autres clubs nord-coréens. 
Rimyongsu est un village de montagne situé dans le nord du pays dans l'arrondissement de Samjiyon.

## Palmarès
| Compétitions nationales                                                | Compétitions internationales                        |
| ---------------------------------------------------------------------- | --------------------------------------------------- |
| - Championnat de Corée du Nord : - Vice-champion : 1995, 1996 et 2002. | - Coupe du président de l'AFC : - Finaliste : 2014. |

## Personnalités du club

### Entraîneurs du club
- Jo Tong-sam (2013)
- Ri Myong-ho

### Anciens joueurs du club
- An Chol-hyok
- Jong Chol-min
- Kim Kyong-il
- Pak Chol-min
- Pak Song-chol
- Yun Myong-song
- Choe Kum-chol
- Jang Kuk-chol